# شينك إيتو
شينْگٌ إيتو (باليابانية: 伊東 真吾) (مواليد 28 أبريل 1979)، هو لاعب كرة قدم ياباني سابق كان يلعب كمدافع.

## وصلات خارجية
- شينك إيتو على موقع رابطة كرة القدم اليابانية للمحترفين (اليابانية)